# A scuola di horror
A scuola di horror (Bone Chillers) è una serie televisiva statunitense in 13 episodi trasmessi per la prima volta nel corso di una sola stagione nel 1996.
È una serie horror per ragazzi basata su una serie di romanzi di Betsy Haynes e incentrata sulle vicende di un gruppo di studenti della Edgar Allan Poe High School che devono fare i conti con ogni sorta di strani avvenimenti. Ad assisterli vi è Arnie il custode, che abita nel seminterrato della scuola. Alla fine di ogni episodio, l'autrice dei racconti originali, Betsy Haynes, in un segmento educativo incoraggia i giovani spettatori ad esercitare la loro immaginazione.

## Personaggi e interpreti
- Brian Holsapple (13 episodi, 1996), interpretato da	Esteban Powell.
- Kirk (10 episodi, 1996), interpretato da	Trey Alexander.
- Sarah (8 episodi, 1996), interpretata da	Linda Cardellini.
- Fitzgerald Crump (7 episodi, 1996), interpretato da	John Patrick White.
- Lexi (6 episodi, 1996), interpretata da	Saadia Persad.
- Tiffany (4 episodi, 1996), interpretata da	Danielle Weeks.
- Dottor Lumbago (3 episodi, 1996), interpretato da	Erick Avari.
- Arnie (3 episodi, 1996), interpretato da	Charles Fleischer.

## Produzione
La serie, ideata da Betsy Haynes, fu prodotta da Hyperion Pictures.  Le musiche furono composte da Randall Crissman e Christopher Hoag.

### Registi
Tra i registi della serie sono accreditati:
- Christopher Coppola in 7 episodi (1996)
- Richard Elfman in 4 episodi (1996)
- Adam Rifkin in 4 episodi (1996)

### Sceneggiatori
Tra gli sceneggiatori della serie sono accreditati:
- Carl V. Dupré in 8 episodi (1996)
- Adam Rifkin in 7 episodi (1996)
- Matthew Bates

## Distribuzione
La serie fu trasmessa negli Stati Uniti dal 7 settembre 1996 al 30 novembre 1996 in syndication. In Italia è stata trasmessa con il titolo A scuola di horror sulla Rai.

## Episodi
| Stagione       | Episodi | Prima TV USA |
| -------------- | ------- | ------------ |
| Prima stagione | 13      | 1996         |